# 愛媛県道198号浅海停車場線
愛媛県道198号浅海停車場線（えひめけんどう198ごう あさなみていしゃじょうせん）は、愛媛県松山市を通る一般県道である。JR四国予讃線の浅海駅から国道196号を結ぶ短い連絡道路のため、道路上に県道の標識は設置されていない。

## 概要

### 路線データ
- 総延長：0.1 km
- 起点：松山市本谷 （JR四国予讃線 浅海駅前）
- 終点：松山市本谷 （国道196号交点）

## 歴史
- 1928年（昭和3年）9月14日 - 愛媛県告示第527号により、浅海停車場浅海本谷線として県道に認定される[1]。
- 1958年（昭和33年）6月27日 - 愛媛県告示第566号により、現路線名である浅海停車場線として県道に認定される（整理番号61番）[2]。
- 1972年（昭和47年）3月16日 - 愛媛県が愛媛県道198号浅海停車場線として認定。

## 地理

### 通過する自治体
- 松山市

### 交差する道路
- 国道196号

### 沿線
- JR四国予讃線 浅海駅
- JAえひめ中央 浅海出張所
- JAえひめ中央 浅海経済センター